# Thomas Vaubourzeix
Thomas Vaubourzeix est un coureur cycliste français né le 16 juin 1989 à Gassin dans le Var.

## Biographie

### Débuts cyclistes et carrière chez les amateurs
Membre du VS Hyérois en 2009, Thomas Vaubourzeix rejoint en 2010 le Vélo-Club La Pomme Marseille, équipe de Division nationale 1. En début de saison, il gagne le Grand Prix des Flandres françaises et se classe notamment deuxième du Grand Prix Souvenir Jean-Masse. Ses résultats lui permettent d'être sélectionné par Bernard Bourreau en équipe de France des moins de 23 ans. Il participe avec elle à la Côte picarde, manche de la Coupe des Nations de cette catégorie. Il remporte en juin le Tour d'Eure-et-Loir, devant son coéquipier Ramūnas Navardauskas. En juillet, il obtient sa première victoire lors d'une course du calendrier international en gagnant la première étape du Kreiz Breizh Elites. En août, il s'impose au Tour de Tolède, où il devance ses deux coéquipiers lituaniens Evaldas Šiškevičius et Ramūnas Navardauskas. À la fin de l'année, il est 36e du classement de la Fédération française de cyclisme, que domine Navardauskas.

### Carrière professionnelle
En 2011, La Pomme Marseille devient une équipe continentale, ce qui permet à Thomas Vaubourzeix d'y passer professionnel. Durant cette saison, il se classe septième du Duo normand avec Julien Antomarchi et troisième de la première étape du Tour méditerranéen remportée par Thomas Voeckler. 
En début d'année 2012, il remporte le classement de la montagne du Tour méditerranéen puis s'adjuge sa première victoire chez les professionnels lors de la 3e étape du Tour de Bretagne. L'année suivante, il se classe second sur Paris-Troyes.
En 2014, il gagne la 5e étape du Tour du lac Qinghai et termine 3e du classement général. À l'issue de la saison 2014, il signe un contrat en faveur de l'équipe continentale belge Veranclassic-Ekoï comme son coéquipier Justin Jules et Robin Stenuit. 
Au premier semestre de l'année 2015, il remporte trois épreuves régionales belges (à Esplechin, Florennes et Polleur), termine troisième du Grand Prix Criquielion et gagne le classement des points chauds des Boucles de la Mayenne. Il se distingue aussi par son esprit offensif et plusieurs longues échappées sur les courses auxquelles il participe. En juillet, il change d'employeur et s'engage avec la formation américaine Lupus Racing. Pour sa première course sous ses nouvelles couleurs il termine huitième du classement général du Tour du lac Qinghai. En fin de saison, il reçoit l'opportunité de participer à l'épreuve du contre-la-montre par équipes de marques masculin lors des championnats du monde de cyclisme sur route de Richmond avec Lupus Racing. Il s'agit de sa première participation à ces championnats.
En 2016, il gagne une épreuve du Challenge du Prince (Trophée princier) et la troisième étape du Tour de Tunisie au premier semestre. Il quitte la formation américaine fin juillet et retourne chez Delko-Marseille Provence-KTM avec un contrat de stagiaire.
En 2017, il s'engage avec la formation Nice. Malgré une victoire lors d'une manche du Challenge du Prince au Maroc, il quitte l'équipe en février en raison de problèmes financiers.

### Le retour chez les amateurs
À la suite de sa déconvenue du début de l'année 2017 avec l'équipe continentale Nice et après un court intermède au sein du Team Sprinters Tropéziens en février, il s'engage avec l'Amical Vélo Club Aix-en-Provence au mois de mars. Au mois de juillet, il prend le départ du Tour de Martinique avec la formation belge Naturablue managée par son ancien directeur sportif Geoffrey Coupé. Il gagne deux étapes et porte le maillot de meilleur grimpeur de cette épreuve. Sur le plan professionnel, il gère un snack de plage à La Croix-Valmer. En 2018, il crée en association avec Jérome Pulidori et la Fédération mongole de cyclisme l'équipe continentale Project Nice Côte d'Azur sous licence mongole et basée à Saint-Tropez. Toutefois, le projet ne fonctionne pas et l'équipe met fin à ses activités après seulement cinq mois d'existence.
Il retrouve finalement une équipe en 2019 et rejoint Natura4Ever-Roubaix-Lille Métropole mais n'obtient pas de résultat significatif. En 2021, il apparait dans l'effectif de la Cambodia Cycling Academy puis en 2022 dans l'équipe angolaise BAI-Sicasal-Petro de Luanda mais ne dispute pas la moindre course.

## Palmarès
- 2010
  - Tour d'Eure-et-Loir :
    - Classement général
    - 1re et 3e (contre-la-montre par équipes) étapes

  - 1re étape du Kreiz Breizh Elites
  - Tour de Tolède :
    - Classement général
    - 1re étape

  - 1re étape du Tour de Franche-Comté
  - 1re étape du Tour des cantons de Mareuil-Verteillac
  - Grand Prix des Flandres françaises
  - 2e du Grand Prix Souvenir Jean-Masse

- 2012
  - 3e étape du Tour de Bretagne
- 2013
  - 2e de Paris-Troyes
- 2014
  - 5e étape du Tour du lac Qinghai
  - 2e du Tour du lac Qinghai
- 2015
  - 3e du Grand Prix Criquielion
- 2016

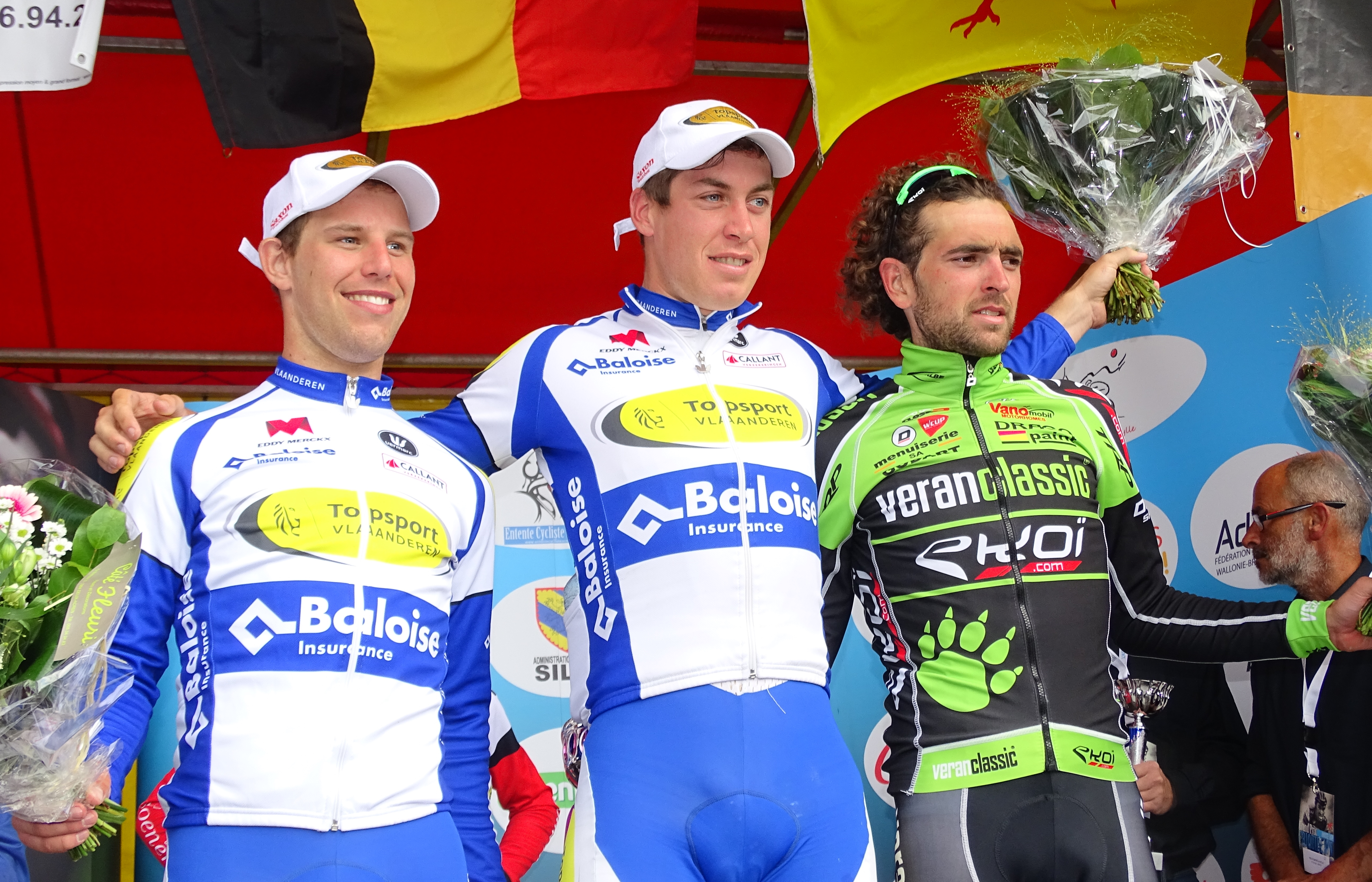
Podium de l'édition 2015 du Grand Prix Criquielion : Jef Van Meirhaeghe (2e), Jelle Wallays (1er) et Thomas Vaubourzeix (3e).

  - Challenge du Prince - Trophée princier
  - 3e étape du Tour de Tunisie
  - 3e du Tour de Tunisie
  - 2e du Challenge du Prince - Trophée de la maison royale
- 2017
  - Challenge du Prince - Trophée princier
  - 3e et 7e étapes du Tour de Martinique

## Classements mondiaux
| Année            | 2010 | 2011 | 2012 | 2013 | 2014 | 2015 | 2016 | 2017 |
| ---------------- | ---- | ---- | ---- | ---- | ---- | ---- | ---- | ---- |
| UCI Africa Tour  |      |      |      |      |      |      | 27e  | 31e  |
| UCI America Tour |      |      |      |      |      |      | 234e |      |
| UCI Asia Tour    | 79e  | 44e  |      |      |      |      |      |      |
| UCI Europe Tour  | 766e | 871e | 903e | 463e |      | 517e |      |      |